# Hwang Chang-shik
Hwang Chang-shik (koreanisch 황창식; * 8. Juni 1943) ist ein ehemaliger südkoreanischer Radrennfahrer.

## Sportliche Laufbahn
Hwang Chang-shik (auch Hwang Chang-Shik) war im Straßenradsport aktiv und Teilnehmer der Olympischen Sommerspiele 1964 in Tokio. Das olympische Straßenrennen beendete er nicht. Über sein weiteres Leben und seine sportlichen Erfolge ist nichts bekannt.